# Batalla de Sant Gotard (1664)
La batalla de Sant Gotard (hongarès: Szentgotthárdi csata: ; turc: Saint Gotthard Muhaberesi ; alemany: Schlacht bei Mogersdorf i Schlacht bei St. Gotthard; francès: Bataille de Saint-Gothard) es va produir l'1 d'agost de 1664 com a part de la guerra Austro-Turca (1663–1664), entre l'Exèrcit de l'Imperi Austríac juntament amb el Sacre Imperi Romanogermànic i l'exèrcit de l'Imperi Otomà.
La batalla va tenir lloc prop de Szentgotthárd i Moersdorf en Hongria Occidental, prop de l'actual frontera Austro-Hongaresa. Els otomans van ser militarment derrotats, però van poder negociar la Pau de Vasvár, la qual va ser altament favorable per a ells.

## Preparatius
La dominació otomana sobre Hongria va començar amb la Batalla de Mohács el 1526, que va resultar en la conquesta de la majoria d'Hongria per Suleiman el Magnífic. Mentrestant, les parts d'Hongria que van quedar sota el control austríac van esdevenir l'Hongria Reial. Tot i que els otomans havien entrat en decadència relativa des de la mort de Suleiman I, el seu poder va ressorgir sota l'extremadament capaç família Köprülü, que van intentar destruir la dinastia austríaca dels Habsburg d'una vegada per totes. Van trobar el seu casus belli quan els Habsburgs van donar suport una rebel·lió a Transsilvània en contra del govern otomà.
Transsilvània havia escapat de la conquesta d'Otomana durant la invasió d'Hongria i va retenir la seva autonomia política i religiosa, encara que havia de reconèixer la sobirania turca i pagar tribut a l'Imperi Otomà.
El 1658, el príncep de Transsilvània Jordi Rákóczi II va envair Polònia amb els seus aliats suecs en la Segona Guerra Del nord. Després d'èxit inicial, va ser derrotat pels polonesos i es va haver de replegar. Els otomans, en conèixer les activitats del seu vassall transsilvà, li van declarar la guerra. Va ser el Gran Visir Köprülü Mehmet Paixà (Visir 1656-1661) qui va derrotar Rákóczy i va conquerir Transsilvània. El nou príncep transsilvà, János Kemény, va fugir a Viena, buscant suport austríac.
L'emperador Leopold I, no desitjant veure Transsilvània sota control directe otomà, va enviar a Hongria una primera expedició sota el comandament de Raimondo Montecuccoli, que no va reeixir atesa la superioritat numèrica turca. Leopold I, que no desitjava enfrontar-se a l'Imperi Otomà tot sol, va convocar la Dieta Imperial el gener 1663.
Nové Zámky, al sud de l'actual Eslovàquia, va ser conquerida el 1663 i es va convertir en el centre de la província otomana del eyalet Uyvar. Turcs i Tàrtars van travessar el Danubi el 1663, envaint Eslovàquia, Moràvia, i Silèsia. Van prendre 12.000 esclaus només a Moràvia.

## Esforços diplomàtics
Tot i que Leopold s'oposava personalment al Protestantisme, va haver d'aliar-se amb els prínceps alemanys protestants els quals van oferir suport militar. També va arreplegar suport militar de França, que era el seu enemic tradicional (almenys fins a la Revolució Diplomàtica de 1756). El setembre de 1663, Brandenburg i Saxònia també havien acordat enviar contingents propis. El gener 1664, la Dieta Imperial va acordar convocar 21.000 homes. Els otomans van declarar la guerra l'abril de 1663, però van executar els seus plans d'invasió lentament.

## Batalla
Es calcula que l'exèrcit Köprülü podria haver tingut 120-150.000 efectius i probablement incloïa uns 60.000 Geníssers i espahís, 60-90,000 azabs, akindjis, silidars, tàtars i vassalls i presumptament 360 canons.
L'exèrcit de Montecuccoli consistia en forces dels Habsburg (incloent-hi infanteria txeca, hongaresa i croata) i forces dels prínceps alemanys, brigades franceses i fins i tot un regiment piemontès.
Les forces dels Habsburg: 5.000 infanteria (10 batallons), 5.900 cavalleria (27 esquadrons), 10 canons
Les forces Imperials: 6.200 infanteria (6 batallons), 1.200 cavalleria (9 esquadrons), 14 canons
Les forces del Rin: 600 infanteria (2 batallons), 300 cavalleria (4 esquadrons)
Les forces franceses: 3.500 infanteria (4 batallons), 1.750 cavalleria (10 esquadrons)
Altres forces: 2.000 cavalleria croata, infanteria hongaresa a Szentgotthárd. Regimens Esterházy, Batthyány i Nádasdy. Mosqueters txecs, regiment piemontès.
Els otomans van renovar la seva invasió en la primavera de 1664. Van assetjar, conquerit i destruir la fortalesa Novi Zrin, en el riu Mura de Croàcia el mes de juliol. Montecuccoli encara esperava els reforçaments, i aquest retard va clau per a la defensa d'Àustria. Finalment, el juliol de 1664 les forces Imperials van ser reunides i van començar a marxar cap al riu Rába, el qual separava les forces d'Otomana de territoris austríacs. Si els turcs reeixien a travessar, tant Viena com Graz es veurien amenaçades. Montecuccoli va interceptar l'exèrcit otomà abans que travessessin el riu però divisions en el comandament van crear dificultats en el desplegament de les tropes.
L´1 d'agost del 1664, les forces otomanes van aconseguir travessar el riu prop del monestir de Sant Gotard i van fer recular els austríacs. Llavors, la divisió en el comandament austríac va acabar i Montecuccoli va aconseguir concentrar les seves forces i atacar les tropes otomanes, que s'intentaven reorganitzar en un bosc proper. L'atac va sorprendre els otomans, que van recular cap al riu, en el qual molts s'hi van ofegar
La confusió causada per les tropes en la seva fugida va impedir Ahmed Köprülü d'enviar la resta del seu exèrcit a través del riu de tal manera que va decidir retirar les seves tropes.
Les baixes otomanes van ser grans, sobretot en els cossos d'elit. Köprülü va quedar amb un exèrcit d'auxiliars i tropes irregulars mal entrenades. Per la seva part, l'exèrcit imperial va patir baixes més limitades, concentrades en el contingent imperial.

## Conseqüències
Tot i que molts a Europa, especialment els Croats i noblesa hongaresa, esperaven que els Habsburg finalment alliberessin Hongria, Leopold abandonat la campanya. Molts li han criticat per aquesta decisió (tant llavors com avui en dia). Tot i que l'exèrcit de Montecuccoli estava en gran part intacte, no hi havia gens d'interès entre els aliats per alliberar Hongria. Qualsevol invasió d'Hongria indubtablement hauria de ser feta sense l'ajuda de les tropes franceses i alemanyes. També cabia la possibilitat que el contingent francès pogués confraternitzar amb el poble hongarès i els pogués animar a rebel·lar-se contra el poder austríac i en aquestes circumstàncies, els aliats protestants dels Habsburg catòlics, que havien demostrat ser poc fiables, volien, en comptes de tenir als austríacs com a aliats, lluitar contra els francesos en una coalició alemanya.
A més a més, Leopold sempre havia estat un membre de la "facció espanyola" a Viena. Amb l'últim Habsburg espanyol, Carles II, proper a la seva mort, Leopold va voler que les seves mans fossin lliures per a la lluita inevitable contra Lluís XIV de França. Tot i que l'alliberació d'Hongria era un interès estratègic dels Habsburg, va haver d'esperar. Durant tot el seu regnat, Leopold sempre havia estat més interessat en la lluita en contra França que contra els Otomans. Per això, va signar la pau de Vasvár, força desfavorable en la qual no es va tenir en compte la Batalla de Sant Gotard i que va restablir l'autoritat turca al Principat de Transsilvània.
La Batalla de Sant Gotard és encara significativa avui en dia, ja que va parar qualsevol invasió d'Otomana d'Àustria.
Els Austríacs també utilitzarien la treva de vint anys per reforçar les seves forces i començar l'alliberació d'Hongria dins 1683.

## Literatura
La batalla de Mogersdorf/Szentgotthárd va proporcionar Rainer Maria Rilke amb la inspiració per la seva història curta, "Die Weise von Liebe und Tod des Cornets Christoph Rilke", que va ser molt popular entre soldats alemanys i austríacs durant la primera meitat del segle xx.